# 果齒龍屬
果齒龍屬（意為「弗魯塔的牙齒」）又名夫魯塔齒龍或弗魯塔齒龍，是鳥臀目畸齒龍科恐龍的一屬。化石發現於美國科羅拉多州的莫里遜組，地質年代為侏羅紀晚期的提通階。目前已發現四個個體的部分顱骨與骨骼，分別屬於不同的生長階段。
果齒龍是已知最小型的鳥臀目恐龍，成年個體的身長估計為65到75公分，體重估計為0.5到0.75公斤。果齒龍被推測為雜食性恐龍，也是已知生存年代最晚的畸齒龍科恐龍之一。

## 發現歷史

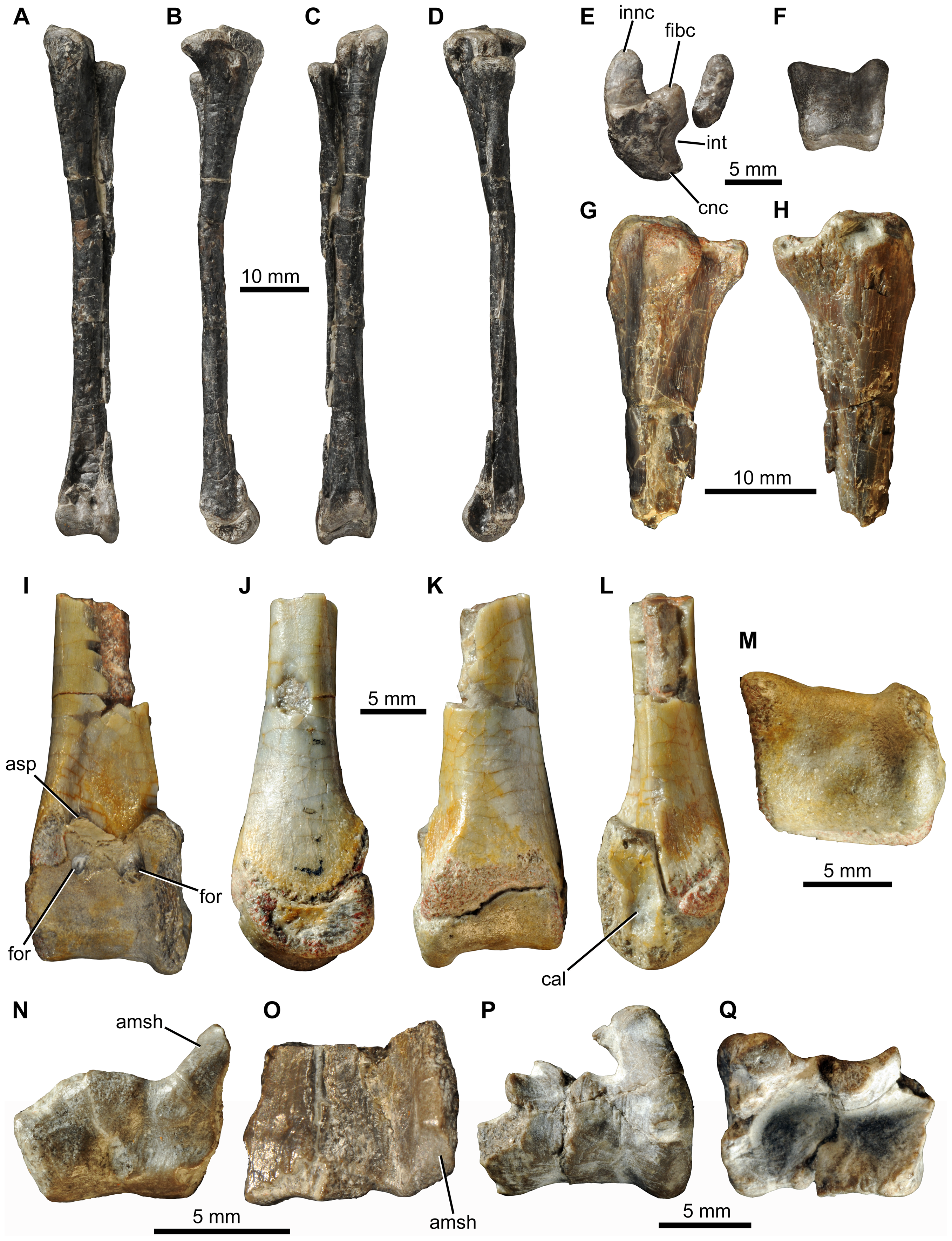
果齒龍的後肢化石

在1970年代到1980年代，洛杉磯自然史博物館的George Callison博士展開一項挖掘活動，他們在美國科羅拉多州的弗魯塔市（Fruita）的一處土地展開挖掘，此地屬於美國內政部管理。果齒龍的化石發現於莫里遜組Brushy Basin段的砂岩層。該地層的年代可追溯至1億5030萬年前到1億5020萬年前，相當於提通階早期。
最初，這些小型化石被認為是種法布爾龍科恐龍，類似棘齒龍；棘齒龍生存於白堊紀早期的英格蘭。在當時，法布爾龍科是群原始鳥臀目恐龍的集合群，而棘齒龍被歸類於法布爾龍科（現已重新歸類於畸齒龍科）。自從被發現以來，這些小型化石沒有被正式研究過，只在數個研究中被簡略地提到，通常被認為是棘齒龍的近親，或是棘齒龍屬的一個新種。在2009年，理查德·巴特勒（Richard Butler）等人研究、敘述這些小型化石，並命名為果齒龍，正式發表論文是在2010年。模式種是哈嘉果齒龍（F. haagarorum），屬名意為「弗魯塔牙齒」，以化石發現地的弗魯塔市（Fruita）為名；種名是以Paul Haaga Jr.家族為名，他們對洛杉磯自然史博物館的創辦，曾作出許多支援與貢獻。

## 特徵

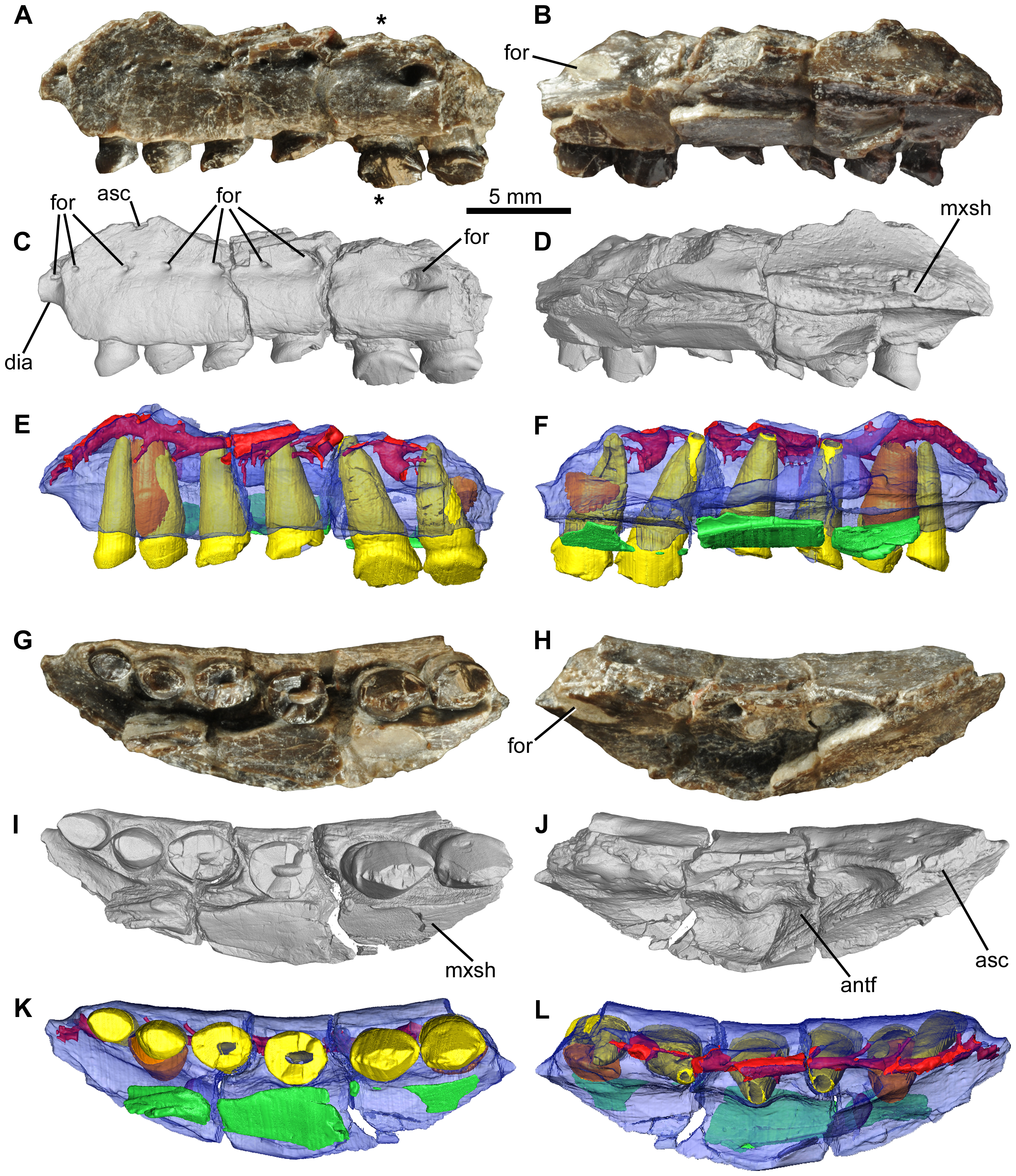
果齒龍正模標本的左上頜骨

果齒龍的正模標本（編號LACM 115747）包含：不完整的頜部、多節脊椎、以及部分後肢，是個接近成年的個體。目前已發現三副其他標本。編號LACM 115727標本，也是個接近成年的個體，包含多節脊椎、後肢，體型接近正模標本，死亡年齡大約是五歲。編號LACM 120478標本是個幼年個體，包含肱骨、大部分左後肢，死亡年齡大約是二歲。編號LACM 128258標本也是個幼年個體，包含部分頜部、多節脊椎。根據估計，體型最大的標本身長65到75公分，體重約為0.5到0.75公斤。果齒龍是已知體型最小的鳥臀目恐龍。棘齒龍與天宇龍是果齒龍的近親，他們的體型相當，但目前無法得知柵齒龍與天宇龍的化石的死亡年齡。
果齒龍有許多類似畸齒龍的特徵，前肢短、脛骨長。果齒龍的上頜具有大型犬齒形牙齒，與下頜齒列的空隙互相咬合。棘齒龍的上頜，並不具有大型犬齒形牙齒。與其他畸齒龍科不同，果齒龍的犬齒形牙齒前方，有一顆小型棒狀牙齒，並具有牙齒生長替換的跡象。果齒龍的後肢骨頭中空，這點與許多小型獸腳類恐龍相同。果齒龍的親緣關係較接近畸齒龍，而與年代相近的棘齒龍關係較遠。

## 古生態學與古生物學

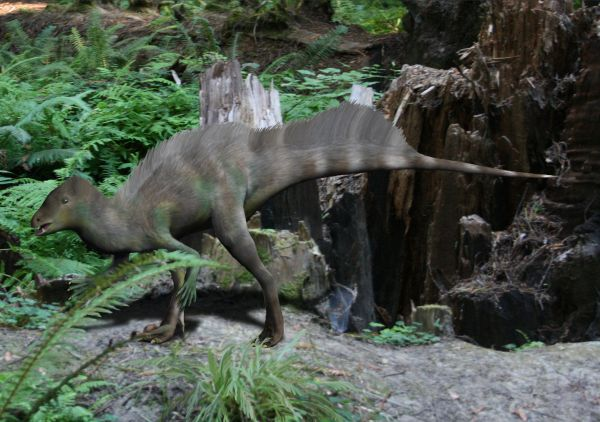
果齒龍的想像圖

果齒龍的四副化石，發現於莫里遜組的Brushy Basin段的底層，該地層是個砂岩層，過去是個氾濫平原。在弗魯塔市的相同年代地層，還發現了蝸牛、蛤蜊、龍蝦、不同的昆蟲（根據足跡化石鑑定）、肺魚類的角齒魚（Ceratodus）、輻鰭魚類、烏龜（Glyptops）、喙頭蜥目的Eilenodon與Opisthias、數種蜥蜴、一種鱷形類，以及哺乳類的Fruitafossor、Glirodon、原尖獸（Priacodon）。該地也常發現零散的恐龍化石。
果齒龍可能是二足恐龍，並擅於奔跑，並被推論可能是種雜食性恐龍。果齒龍與棘齒龍、天宇龍都是晚期的畸齒龍科恐龍，與侏羅紀早期的畸齒龍相比，上述三者的頜部較不特化，因此被認為食性寬度愈寬，是種廣食性動物。在2012年的一份研究，研究果齒龍的頭顱骨，發現牠們以特定植物為食，可能還有昆蟲、無脊椎動物。

## 外部連結
- （英文）化石出土後30多年，新的迷你恐龍被命名。 （页面存档备份，存于） - BBC新聞
- （中文）美國發現罕見"迷你恐龍" 體長70厘米體重1.8斤 （页面存档备份，存于） - 人民網